# Lycyaena
La liciena (gen. Lycyaena) è un mammifero carnivoro estinto, appartenente agli ienidi. Visse tra il Miocene superiore e il Pliocene inferiore (circa 9 - 5 milioni di anni fa) e i suoi resti fossili sono stati ritrovati in Europa, Asia e Africa.

## Descrizione
Questo animale era molto simile a una iena striata attuale, anche se la corporatura era più snella e le zampe dovevano essere più lunghe. Queste ultime erano dotate di metapodi più allungati rispetto alle specie attuali, e lo scheletro in generale era specializzato per uno stile di vita da corridore. Anche le caratteristiche del cranio erano differenti da quelle delle iene attuali: la dentatura era caratterizzata dallo sviluppo delle componenti "taglienti" grazie alla presenza di cuspidi aggiuntive sui premolari, più compressi lateralmente rispetto a quelli delle iene attuali, dotate invece di denti atti a triturare le ossa. Il cranio era di forma piuttosto allungata. La taglia di Lycyaena era paragonabile a quella di un lupo.

## Classificazione
Lycyaena, descritta per la prima volta nel 1863 da Hensel, apparteneva a un gruppo di iene "cacciatrici", dotate di zampe lunghe e di denti adatti a lacerare piuttosto che a frantumare. Questo gruppo, noto come Chasmaportheteini, includeva anche la ben nota "iena - ghepardo" (Chasmaporthetes), che si ritiene sia derivata proprio da Lycyaena o da una forma ad essa simile. 

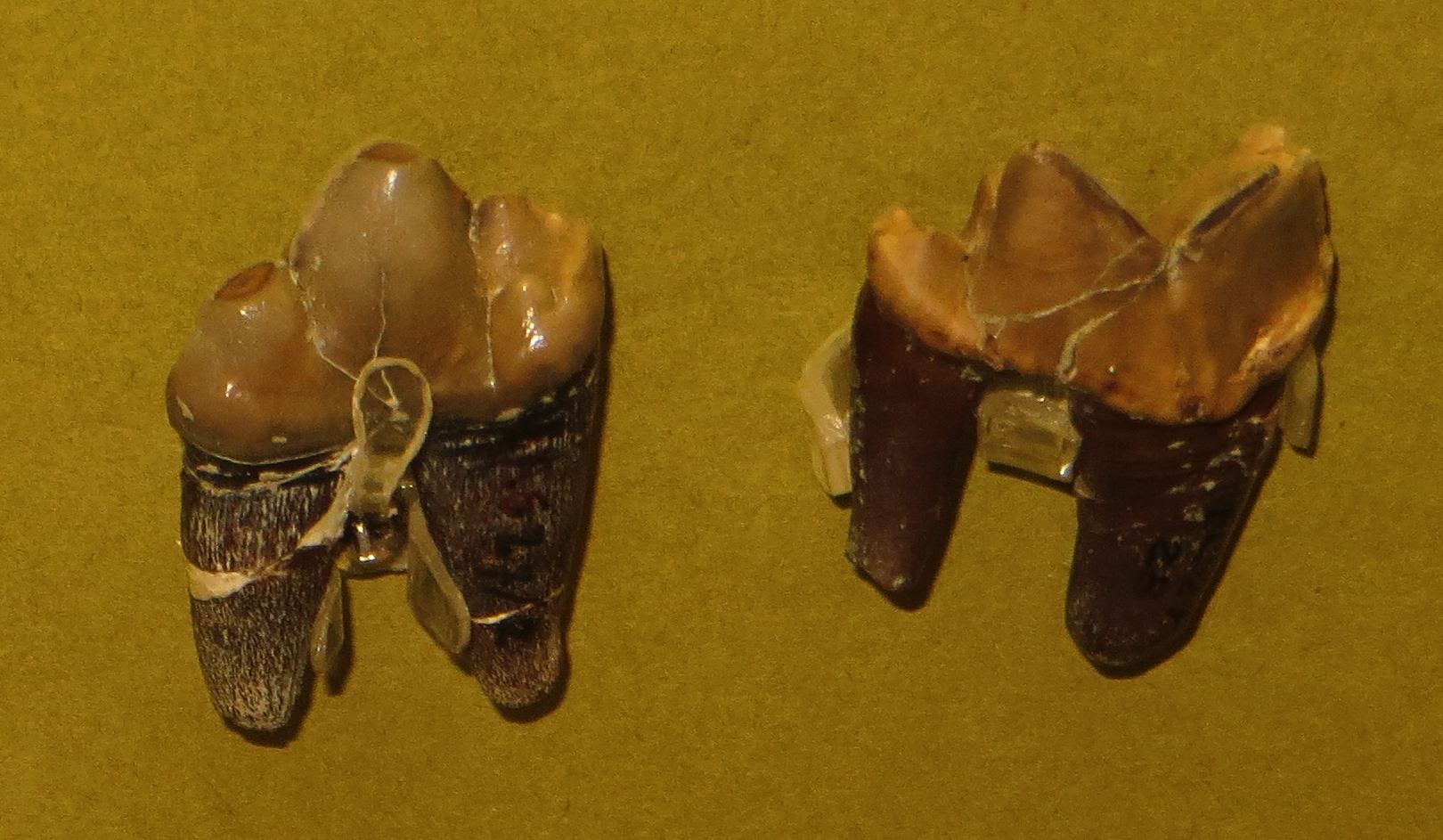
Denti di Lycyaena chaeretis - macrostoma

Lycyaena si originò verso la fine del Miocene superiore in Europa o in Asia da antenati più piccoli e meno specializzati, come Thalassictis; si diffuse ben presto in gran parte dell'Europa (i suoi resti fossili si rinvengono in una zona che va dalla Spagna all'Ucraina) e dell'Asia (dove è nota principalmente in India e in Cina), per poi spostarsi anche in Africa (Tunisia). Tra le varie specie, sono da ricordare Lycyaena chaeretis, rinvenuta nel ben noto giacimento di Pikermi in Grecia, e le asiatiche L. dubia della Cina e L. macrostoma dell'India. L'esemplare africano è stato descritto come L. crusafonti. In Italia, nel giacimento del Miocene terminale (Messiniano) di Brisighella, è nota una forma con caratteristiche intermedie tra L. chaeretis e L. macrostoma, nota come L. chaeretis - macrostoma.